# Cagliaritain
Le cagliaritain (endonyme : casteddaiu ; italien : cagliaritano) est une variété du sarde campidanien, essentiellement parlée à Cagliari et ses proches alentours, en Italie.

## Caractéristiques
La cagliaritain fait partie d'une zon où le sarde est principalement caractérisé par le maintien de la consonne nasale alvéolaire voisée /n/ et de la consonne spirante latérale alvéolaire voisée /l/ en position intervocalique.

## Répartition
Le cagliaritain fait partie de la variété campidanaise du sarde et s'inscrit dans ce que Virdis définit pas « Cagliari et son arrière-pays », qui comprend la zone de la capitale sarde, certaines villes voisines et la rives du golfe de Teulada jusqu'à Villasimius,.